# Ascochyta anisomera
Ascochyta anisomera är en svampart som beskrevs av Kabát & Bubák 1904. Ascochyta anisomera ingår i släktet Ascochyta, ordningen Pleosporales, klassen Dothideomycetes, divisionen sporsäcksvampar och riket svampar.   Inga underarter finns listade i Catalogue of Life.